# ای‌سی‌جی‌سی کمیکال ریسرچ کامیونیکیشنز
ای سی جی سی کمیکال ریسرچ کامیونیکیشنز (به انگلیسی: ACGC Chemical Research Communications) ، نام یکی از نشریه‌های تخصصیِ علم شیمی است که از سال ۱۹۹۱ به‌دست گروه هماهنگی آسیایی برای شیمی و به زبان انگلیسی چاپ می‌رسد.